# Biografen i Örsundsbro

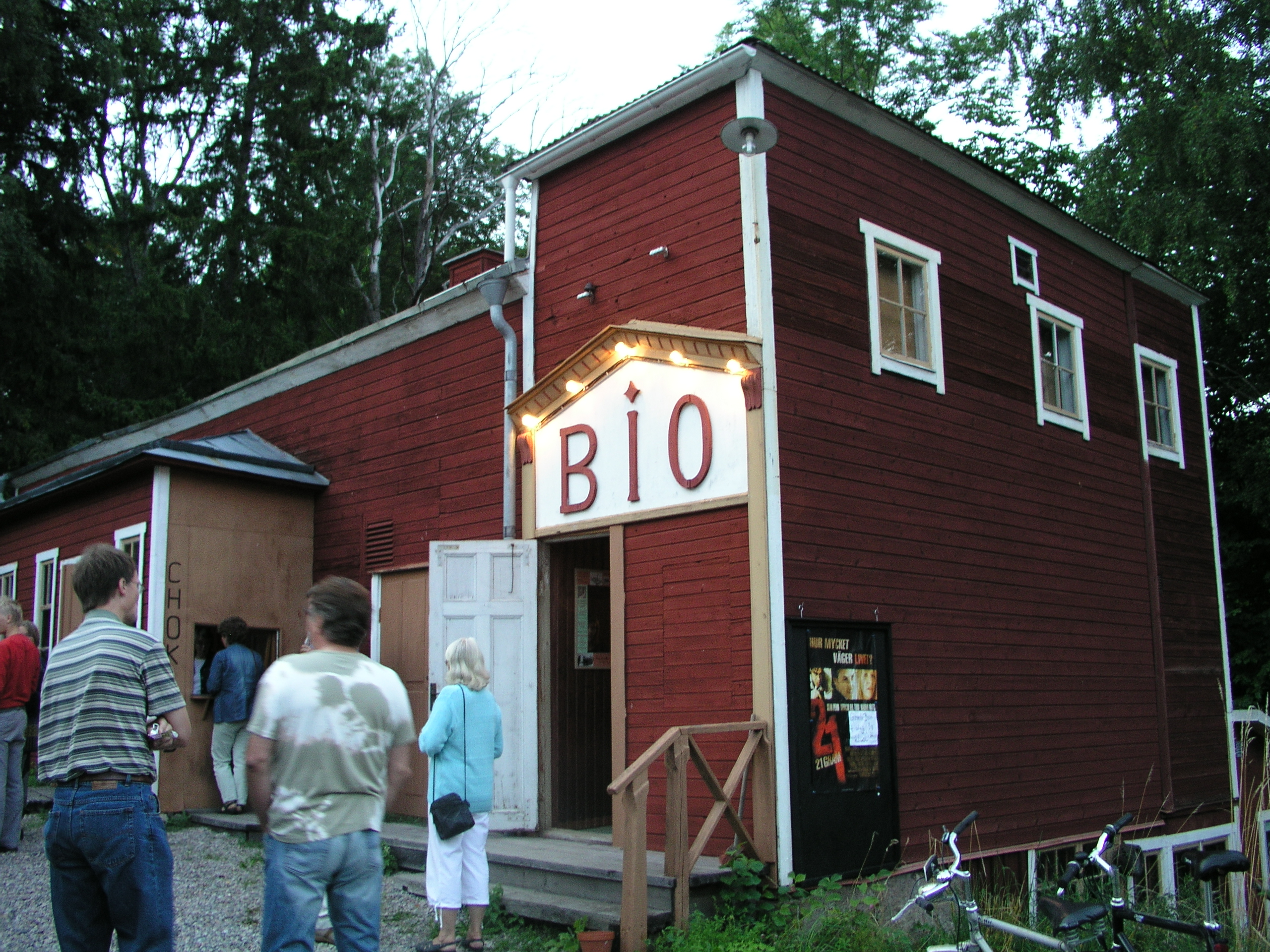
Gamla Bion i Örsundsbro under visningen av filmen 21 gram den 8 augusti 2005.

Biografen i Örsundsbro ligger i Örsundsbro mellan Enköping och  Uppsala och startades av snickaren Johan Edvard Johansson.
År 1904 flyttade han med familjen till Örsundsbro, då ett nybyggarsamhälle med ett tegelbruk, ett par handelsbodar och ca 80 invånare. 1920 byggde Johan Edvard ett nytt hus, "Villa Strömsborg" och på tomten uppförde han även en snickeriverkstad. Fyra år senare, fick han idén att bygga om verkstaden till biograf, flytta ned alla maskiner och verktyg till den trånga och kalla källaren.
Biografen invigdes 1925 och premiärfilm var Fyrtornet och släpvagnen. Biljetterna kostade 75 öre. Vid biografens öppnande och några år framåt visades stumfilm, ackompanjerat av pianospel. (Ljudfilmen hade kommit till Sverige redan på 1920-talet men det var först under 1930-talet, som den hade etablerat sig.)
Biografen har aldrig haft någon fast projektor, filmvisningarna sköttes av kringresande biografmaskinister med egen utrustning. Filmerna på repertoaren var av olika slag. Mest visades svenskproducerat, Flickor i hamn, Kalle på Spången  eller filmer med amerikanskt ursprung, Pin up girl. Populärast verkar de svenska filmerna med Edvard Persson ha varit.
Biokvällarna föregicks alltid av affischering på strategiska platser i samhället, detta sköttes av Edvards barnbarn. Biokvällarna var mycket populära och biografen, som hade plats för 200 personer, var ofta fullsatt. I folkmun gick denna "snickarbod" till bio, med sina vita knutar, under namnet Palladium.
År 1949 avled Johan Edvard, 80 år gammal och bion drevs vidare av sonen Elis men redan på 1950-talet minskade intresset för biografen. TV hade blivit mer allmänt spritt och biografdöden hade nått även Örsundsbro. 1961 visades film för sista gången och lokalen hyrdes ut till en målerifirma.
Den 23 mars år 1987, bildades Föreningen Gamla Bion i Örsundsbro,  med målsättningen att renovera och återställa biografen, så att dess historia kunde bevaras för framtiden. Med hjälp av frivilliga insatser och många sponsorer, kunde biografen återinvigas i maj 1992.